# Sächsische II
Die sächsischen II waren Gemischtzuglokomotiven der Königlich Sächsischen Staatseisenbahnen. 
Zwischen 1854 und 1875 wurden von mehreren Herstellern 132 Lokomotiven für verschiedene Bahnen gebaut, die später in die sächsische Gattung II eingeordnet wurden. Nach Gründung der  K. Sächs. Sts. E. B. erhielten diese 1B-Lokomotiven ab 1871 zunächst das Gattungszeichen III. Nach Ausmusterung bzw. Umzeichnung der Lokomotiven der alten Gattung II führte man ab 1885 die bisherige Gattung III als neue Gattung II, während aus der alten Gattung IIIb (b noch für neue Bauart) die neue Gattung III wurde, bevor man diese später durch Wiedereinführung des Nebengattungszeichens b (jetzt für bewegliche Laufachse) aufteilte.
- Sächsische II (Bauart Staatsbahn)
- LDE – Moldau bis Mulde
- LDE – Borsdorf bis Zittau
- Altenburg-Zeitz – Nr. 1 bis 5
- Sächs.-Thür.Eb. – Osterland bis Elsterberg